# Contrafuerte

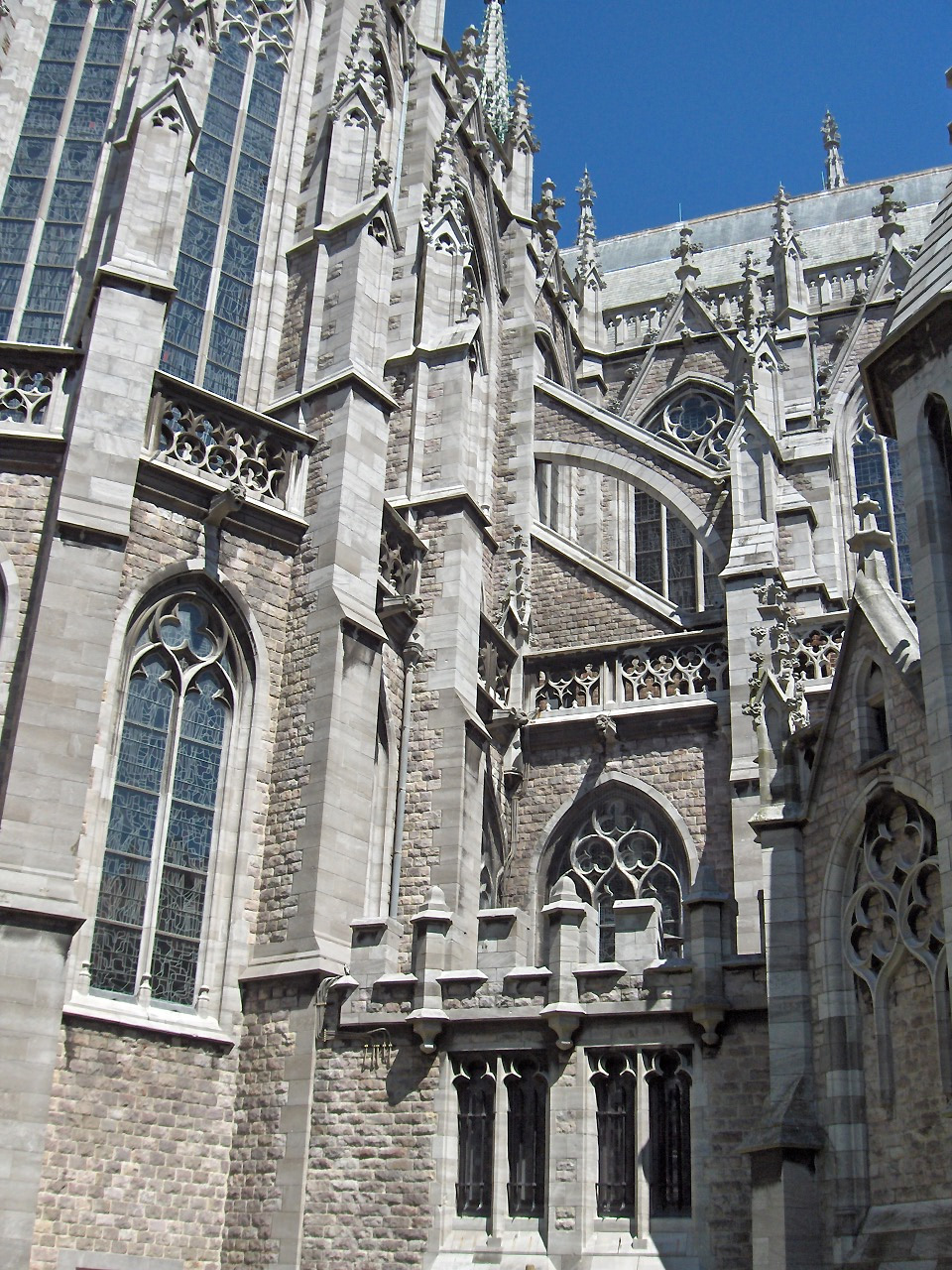
Contrafuertes en la iglesia de San Pedro de Ostende, Bélgica

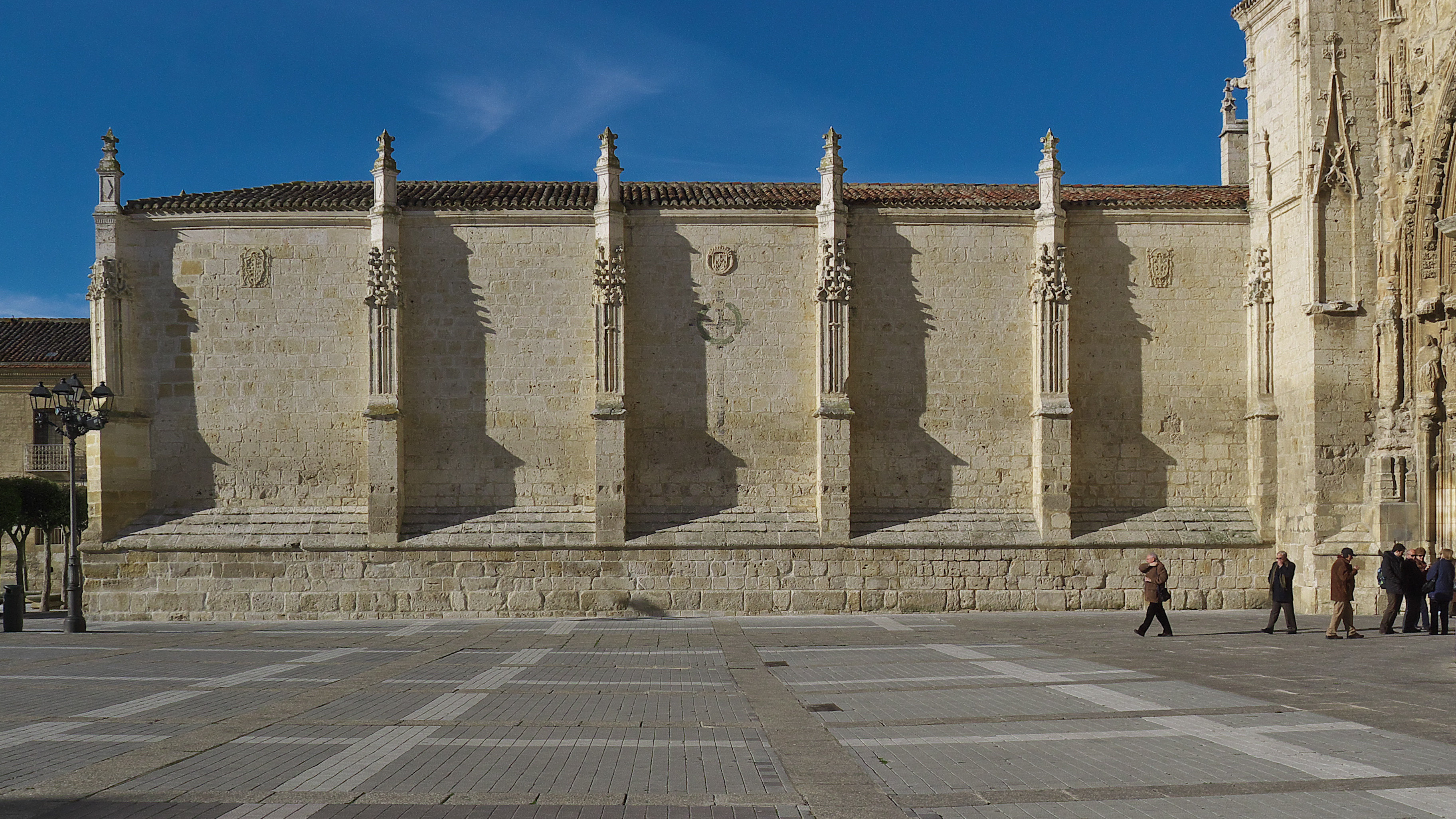
Exterior del claustro de la Catedral de San Antolín de Palencia

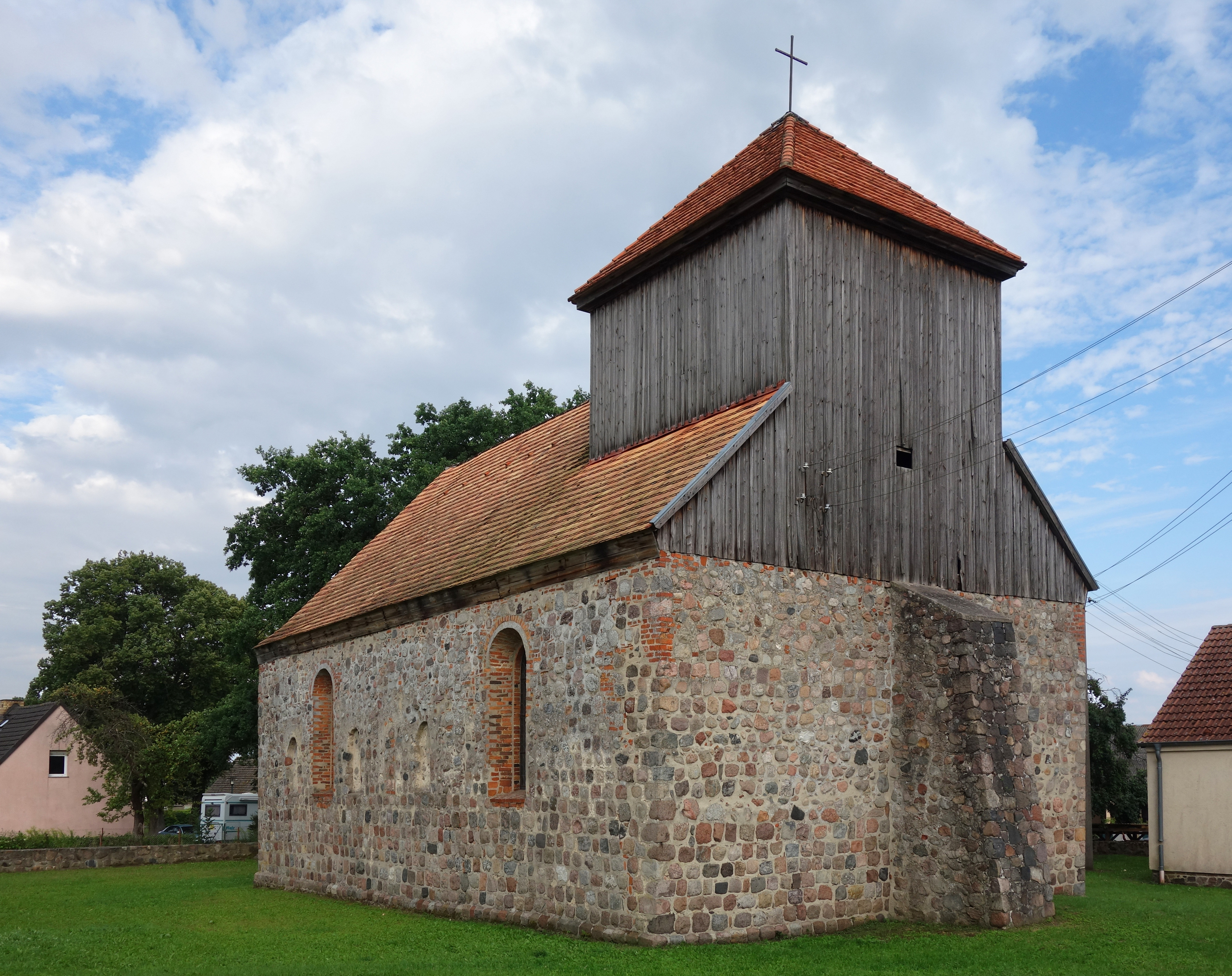
Contrafuerte en el muro occidental de una iglesia medieval en Brandeburgo

Un contrafuerte, palabra proveniente del Latín contrafortis, también llamado estribo, es un engrosamiento puntual en el lienzo de una columna, normalmente hacia el interior, usado para transmitir las cargas transversales a la cimentación. Los contrafuertes, que permiten al muro resistir empujes, se conocen desde tiempos antiguos y han sido profusamente usados en todo tipo de construcciones, siendo elementos característicos del arte románico y gótico.

## Características
El origen de los contrafuertes se debe a la necesidad de soportar el componente horizontal de la carga que origina una bóveda o a veces una cubierta a dos aguas. Estas estructuras de cubierta, además de su carga vertical (su peso por gravedad), tienden a "abrirse", y empujar transversalmente al muro que la sustenta. El peso del propio pináculo ayuda al contrafuerte a aumentar la componente vertical de la carga, lo estabiliza. Se usó mucho durante la Edad Media.
La aparición del acero como elemento constructivo ha ido eliminando la necesidad de los contrafuertes, ya que es más económico "coser" la cubierta con cables o barras de acero para evitar que se abra.

## Uso en arquitectura
En la arquitectura románica, los contrafuertes adoptan la forma de pilastras, adosadas exteriormente al muro, con ancho decreciente en altura. 
En la arquitectura gótica, los contrafuertes (llamados técnicamente botareles o estribos de forma única), se separan del muro y se conectan con él mediante arbotantes, con el fin de favorecer la visión vertical del edificio. 
Existen diversas disposiciones de contrafuertes, tal y como se muestra a continuación, dependiendo de su posición relativa en los paramentos del edificio:
|                                    |
| Contrafuertes angulados a escuadra |

|                        |
| Contrafuerte esquinado |

|                                   |
| Diagonal o 'contrafuerte francés' |

|                           |
| Contrafuerte retranqueado |

## Otras acepciones
- Cadena secundaria de montañas.
- Refuerzo del calzado que permite que el talón adquiera firmeza, el cual se fija por el interior del zapato a la altura del talón.